# Chongli (gud)
Chongli （重黎） är i kinesisk mytologi en eldgud som deltog i skapelsen och först skilde på himlen och jorden och isolerade dem från varandra.
Ibland betraktas Chongli som en sammanslagning av de två gudarna Chong och Li.